# Twistor-Stringtheorie
Die Twistor-Stringtheorie ist in der Twistor-Theorie, einem Ansatz der Quantengravitation zur Kombination der Quantenfeldtheorie und Gravitation, eine Äquivalenz zwischen N = 4 supersymmetrischer Yang-Mills-Theorie und dem B-Modell der topologischen Stringtheorie. Streuamplituden in der Yang-Mills-Theorie werden durch holomorphe Abbildungen von Riemannschen Flächen in den Twistor-Raum beschrieben, deren korrespondierende komplexe Kurven anschließend als Weltflächen von D1-Branen in der Twistor-Theorie aufgefasst werden können. Vorgeschlagen wurde die Twistor-Stringtheorie erstmals von Edward Witten im Jahr 2003.